# Pete Millar
Peter Millar (Oakland, 14 dicembre 1929 – Rancho Palos Verdes, 28 febbraio 2003) è stato un fumettista, illustratore e pilota di dragster statunitense.
Era famoso soprattutto per i suoi lavori pubblicati dalle riviste CARtoons e DRAGtoons.
Millar è stato uno dei creatori nel 1959 della rivista CARtoons della Petersen Publication che ha interrotto le sue pubblicazioni nel 1991. Nel primo numero di CARtoons veniva tracciata la storia della comunità hot rod come gruppo sociale e si introduceva il termine Rumpsville. 
Millar ha lavorato a questo progetto fino al 1963 quando fu sostituito dall'editore della rivista Hot Rod Magazine e da Tom Medley che aveva creato il personaggio di Stroker McGurk.
Nel giugno 1963 Millar fondò la rivista DRAGcartoons con la sua casa editrice, la Millar Publications. Ha lavorato a questo suo progetto ben dentro gli anni '70. La Millar Publications produsse anche quattro numeri per la conosciuta rivista di Ed "Big Daddy" Roth.